# Miltogramma unicolor
Miltogramma unicolor là một loài ruồi trong họ Tachinidae.